# Lleida Bàsquet
El Lleida Bàsquet fue un club de baloncesto de la ciudad de Lérida, Cataluña, España. 

## Historia
Fue fundado en 1997 con el nombre de Club Esportiu Lleida Basquetbol a partir de la estructura del Club Esportiu Maristes de Lérida y jugó en la Liga LEB en el Pabellón Onze de Setembre hasta conseguir el ascenso a la Liga ACB, máxima categoría del baloncesto español, donde el equipo jugó cuatro temporadas consecutivas.

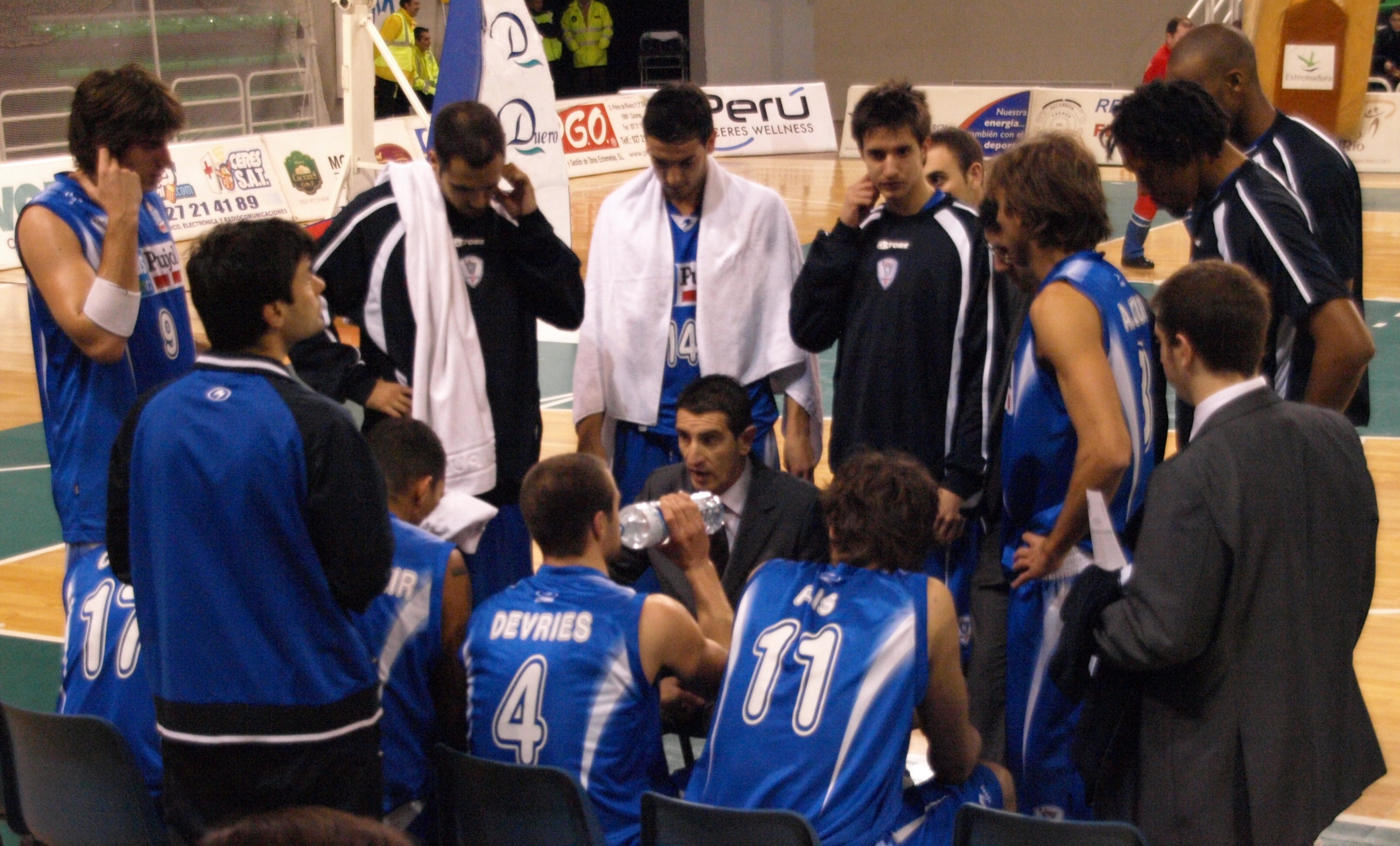
Plantilla y cuerpo técnico del Plus Pujol Lleida en un partido disputado en 2009 ante el Cáceres 2016 Basket

Tras muchas temporadas siendo el equipo más relevante de la ciudad, llegando incluso a participar en cuatro temporadas de la Liga ACB, en julio de 2012 anunció, motivado por sus problemas económicos, que el club no participaría la temporada 2012/13 en ninguna competición, cediendo el testigo del baloncesto de élite al recién creado Força Lleida que iniciaría su andadura en LEB Oro.

## Denominaciones por patrocinio
- Oli Baró de Maials (1997–1999)
- Caprabo Lleida (1999–2004)
- Plus Pujol Lleida (2004–2009)
- Avantmèdic Lleida (2009–2010)
- Lleida Bàsquet (2010–2011)
- Lleida Basquetbol (2011–)

## Jugadores

### Jugadores que más partidos han disputado con la camiseta del club
- Jaume Comas (313)
- Berni Tamames (182)
- Berni Álvarez (167)
- A. J. Bramlett (160)
- Roger Grimau (149)

## Palmarés

### Historial en Liga española
- 1997-1998 Liga EBA: 2
- 1998-1999 Liga EBA: 12
- 1999-2000 Liga LEB: 3
- 2000-2001 Liga LEB: 1
- 2001-2002 Liga ACB: 8
- 2002-2003 Liga ACB: 11
- 2003-2004 Liga ACB: 16
- 2004-2005 Liga ACB: 18
- 2005-2006 Liga LEB Oro: 14
- 2006-2007 Liga LEB Oro: 10
- 2007-2008 Liga LEB Oro: 6
- 2008-2009 Liga LEB Oro: 10
- 2009-2010 Liga EBA: 8
- 2010-2011 Liga LEB Oro: 12
- 2011-2012 Liga LEB Oro: 7

### Historial en competiciones europeas
- 2002-2003: ULEB Cup: Eliminado en cuartos de final frente al Krka Novo Mesto (91-86 y 94-77)
- 2003-2004: ULEB Cup: Eliminado en cuartos de final frente al Estudiantes (82-73 y 96-68)

### Historial en otras competiciones
- 2002-2003 Lliga Catalana de Bàsquet: Campeón frente al F. C. Barcelona (80-70)
- 2003-2004 Lliga Catalana de Bàsquet: Campeón frente al F. C. Barcelona (68-65)
- 2004-2005 Lliga Catalana de Bàsquet: Subcampeón frente al F. C. Barcelona (83-63)
- 2007-2008 Lliga Catalana de Bàsquet LEB: Campeón frente al C.B. Hospitalet (76-74)
- 2008-2009 Lliga Catalana de Bàsquet LEB: Campeón frente al C.B. Vic (80-66)
- 2011-2012 Lliga Catalana de Bàsquet LEB: Campeón frente al Girona Fútbol Club (70-65)